# Jorge Sampaoli
Jorge Luis Sampaoli Moya (Santa Fe, 1960. március 13. –) argentin labdarúgóedző.

## Játékos pályafutása
Családja olasz származású. Sampaoli az argentin Newell’s Old Boys csapatánál kezdte karrierjét, azonban egy súlyos sérülés miatt be kellett fejezze pályafutását.

## Sikerek

### Edzőként
- Universidad de Chile
  - Chilei bajnok (3): 2011 (Apertura), 2011 (Clausura), 2012 (Apertura)
  - Copa Sudamericana (1): 2011

- Atlético Mineiro
  - Minas Gerais állam bajnok (1): 2020

- Chile
  - Copa América (1): 2015

## Edzői statisztika
2018. december 13-án lett frissítve.
| Csapat                 | Nemzet         | –tól               | –ig               | Mérleg     | Mérleg | Mérleg | Mérleg | Mérleg |
| M                      | GY             | D                  | V                 | Győzelem % |        |        |        |        |
| ---------------------- | -------------- | ------------------ | ----------------- | ---------- | ------ | ------ | ------ | ------ |
| Universidad de Chile   | Chile          | 2011.január 1.     | 2012. december 3. | 118        | 72     | 28     | 18     | 61,02  |
| Chile                  | Chile          | 2012. december 3.  | 2016. január 19.  | 43         | 27     | 9      | 7      | 62,79  |
| Sevilla                | Spanyolország  | 2016. június 27.   | 2017. május 26.   | 53         | 27     | 12     | 14     | 50,94  |
| Argentína              | Argentína      | 2017. június 1.    | 2018. július 15.  | 15         | 7      | 4      | 4      | 46,67  |
| Santos                 | Brazília       | 2018. december 13. | 2019. december 9. | 65         | 35     | 15     | 15     | 53,85  |
| Atlético Mineiro       | Brazília       | 2020. március 1.   | 2021. február     | 43         | 24     | 9      | 10     | 55,81  |
| Olympique de Marseille | Franciaország  | 2021. február      | Jelenleg          | 0          | 0      | 0      | 0      | —      |
| Teljes Karrier         | Teljes Karrier | Teljes Karrier     | Teljes Karrier    | 724        | 351    | 183    | 190    | 48,48  |

## Fordítás
Ez a szócikk részben vagy egészben  a   Jorge Sampaoli című angol Wikipédia-szócikk fordításán alapul.  Az eredeti cikk szerkesztőit annak laptörténete sorolja fel. Ez a jelzés csupán a megfogalmazás eredetét és a szerzői jogokat jelzi, nem szolgál a cikkben szereplő információk forrásmegjelöléseként.